# Hyalorista taeniolalis
A Hyalorista taeniolalis, mais conhecida como Mariposa-De-Marte é uma espécie de mariposa da família Crambídeos, subfamília Pyraustinae, descrita por Achille Guenée em 1854. É reconhecida por suas cores vibrantes e ampla distribuição geográfica. Originalmente registrada na Guiana Francesa e Brasil, a Mariposa-De-Marte também foi observada nos Estados Unidos, nas regiões da Flórida, Texas e Califórnia. Os adultos possuem cerca de 9 a 10 mm de comprimento. Apresentam coloração laranja com tons rosa-púrpura, tornando-os visualmente distintos. São frequentemente atraídos por luzes artificiais durante a noite. O desenvolvimento é holometábolo (completo), passando por estágios de ovo, larva, pupa e adulto.
Até o momento, não há registros específicos na literatura científica sobre as flores visitadas por indivíduos adultos desta espécie. No entanto, considerando o comportamento geral de mariposas da família Crambidae, é provável que os adultos se alimentem de néctar de diversas flores. Essas mariposas geralmente possuem probóscides adaptadas para sugar néctar, o que sugere que a Mariposa-De-Marte também possa visitar flores para se alimentar.
Além disso, observações de espécies relacionadas indicam que mariposas da subfamília Pyraustinae podem visitar flores de plantas como Lantana camara (Verbenaceae) e outras com estruturas florais acessíveis. Portanto, é plausível que a Mariposa-De-Marte, também visite flores semelhantes em busca de néctar.
1. ↑  «Hodges#5077». Bugs With Mike (em inglês). 13 de agosto de 2025. Consultado em 13 de agosto de 2025